# Темпельхоф
Те́мпельхоф (нем. Tempelhof) — район в седьмом административном округе Берлина Темпельхоф-Шёнеберг. До административной реформы 2001 года в Берлине существовал самостоятельный административный округ Темпельхоф, в который входили современные районы Темпельхоф, Мариендорф, Мариенфельде и Лихтенраде.
Район Темпельхоф находится на северо-востоке округа. Он граничит на западе с районом Шёнеберг, на юго-востоке — со Штеглицем, на юге — с Мариендорфом, на юго-востоке — с Брицем, на востоке — с Нойкёльном, и на севере — с Кройцбергом.

## История

### Ранняя история
Деревня Темпельхоф, также как и Мариендорф, Мариенфельде и Риксдорф, была основана рыцарями ордена тамплиеров. Соответствующего документального свидетельства не имеется. В 1312 году деревня была передана во владение ордена Святого Иоанна Иерусалимского. В 1435 году все четыре деревни были проданы орденом. Последующие годы последовала череда перепродаж, до тех пор пока деревни не перешли городам Берлин-Кёльн.
В XIX веке началось экономическое развитие Темпельхофа, прежде всего, с открытия в 1871 году круговой железной дороги вокруг центра Берлина — так называемого Рингбана. В 1878 году в Темпельхофе было подведено газовое сообщение, в 1898 году — запущена электростанция. Возведённый в 1906 году Тельтов-канал привёл к новому скачку в развитии экономики региона.

### В составе Берлина
В 1920 году, согласно Закону о Большом Берлине, территория Темпельхофа была включена в черту города Берлина. При этом из сельских общин Темпельхоф, Мариенфельде, Мариендорф и Лихтенраде был образован административный округ Темпельхоф.
С 8 октября 1923 начал функционировать аэропорт Темпельхоф, который вплоть до запуска в 1975 году аэропорта Тегель осуществлял все гражданские авиарейсы из Западного Берлина. Здесь же в 1948—1949 годы осуществлялся «воздушный мост» по авиаснабжению жителей Западного Берлина продовольствием во время блокады города со стороны СССР.
Во время нацистской Германии на Темпельхофском поле (нем. Tempelhofer Feld) существовал первый нацистский концентрационный лагерь Колумбия-Хаус (нем. Columbiahaus), созданный в 1933 году.
В 1966 году запущена линия U6 подземного метро до вокзала Альт-Мариендорф.
В 2001 году в ходе административной реформы по уменьшению числа округов в Берлине округ Темпельхоф был разделён на районы Темпельхоф, Мариенфельде, Мариендорф и Лихтенраде, которые вместе с районами Шёнеберг и Фриденау бывшего округа Шёнеберг образовали новый укрупнённый административный округ Темпельхоф-Шёнеберг.
30 октября 2008 года аэропорт в Темпельхофе был официально закрыт.

## Достопримечательности

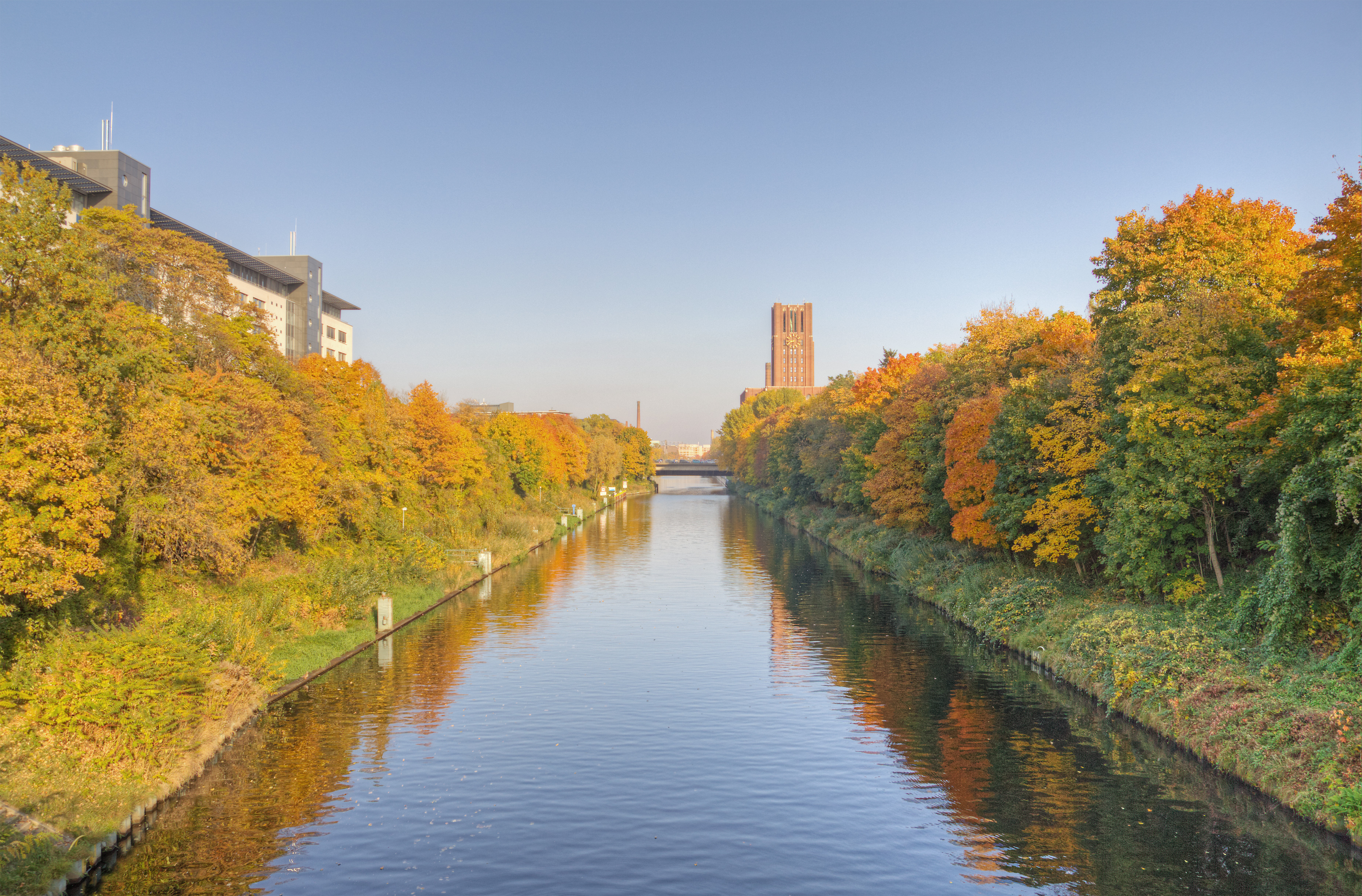
Тельтов-канал
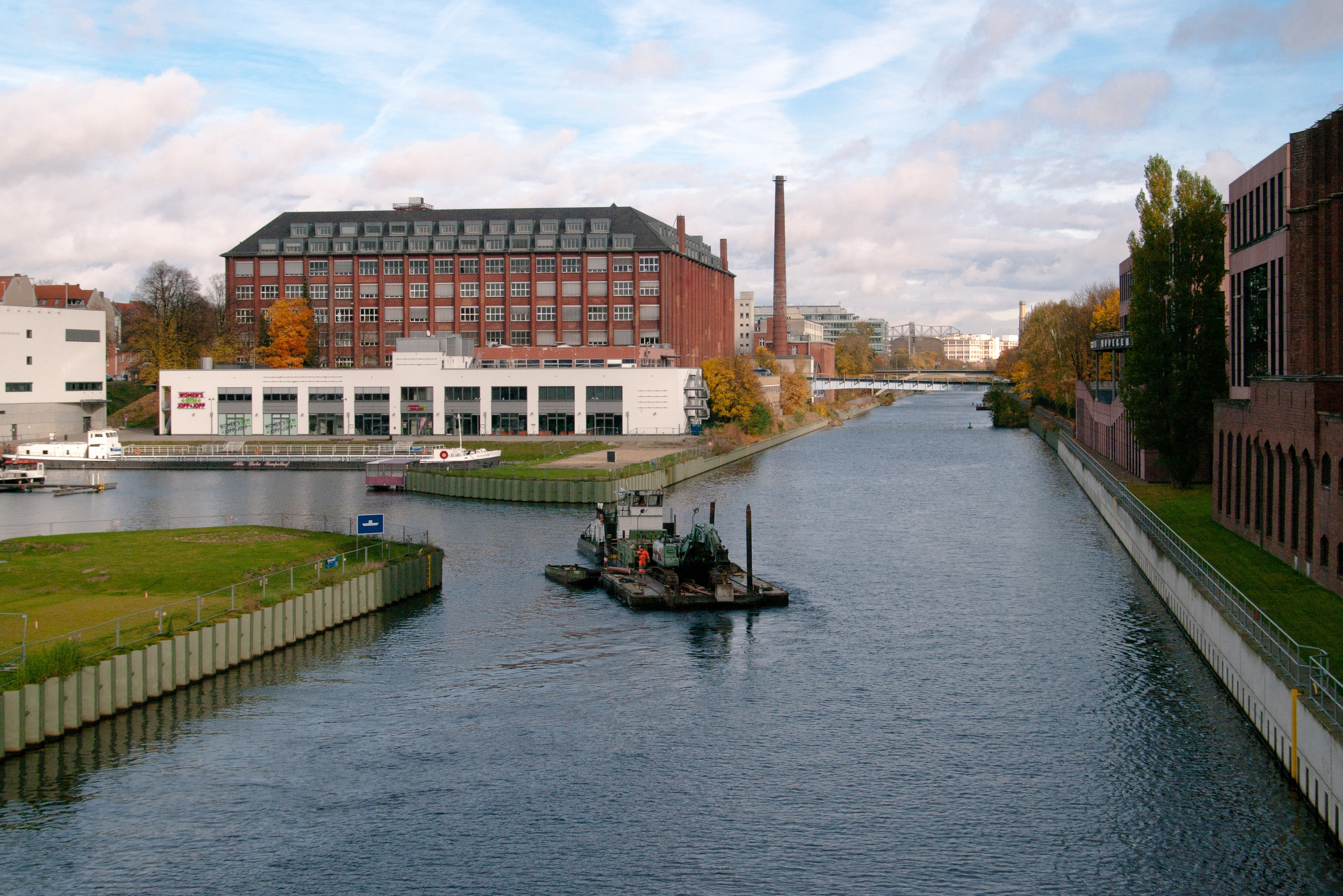
Темпельхофская гавань
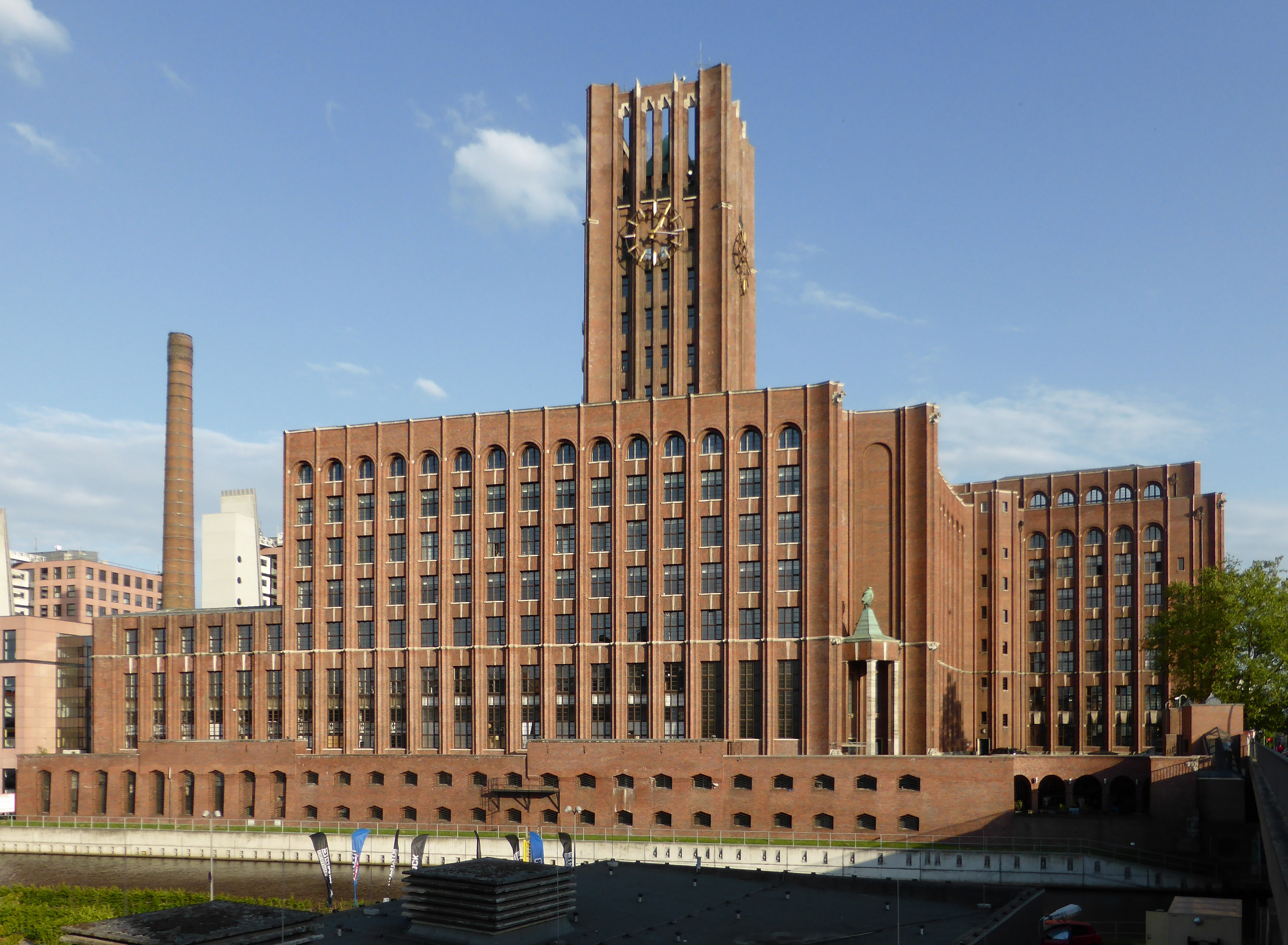
Ульштайн-Хаус
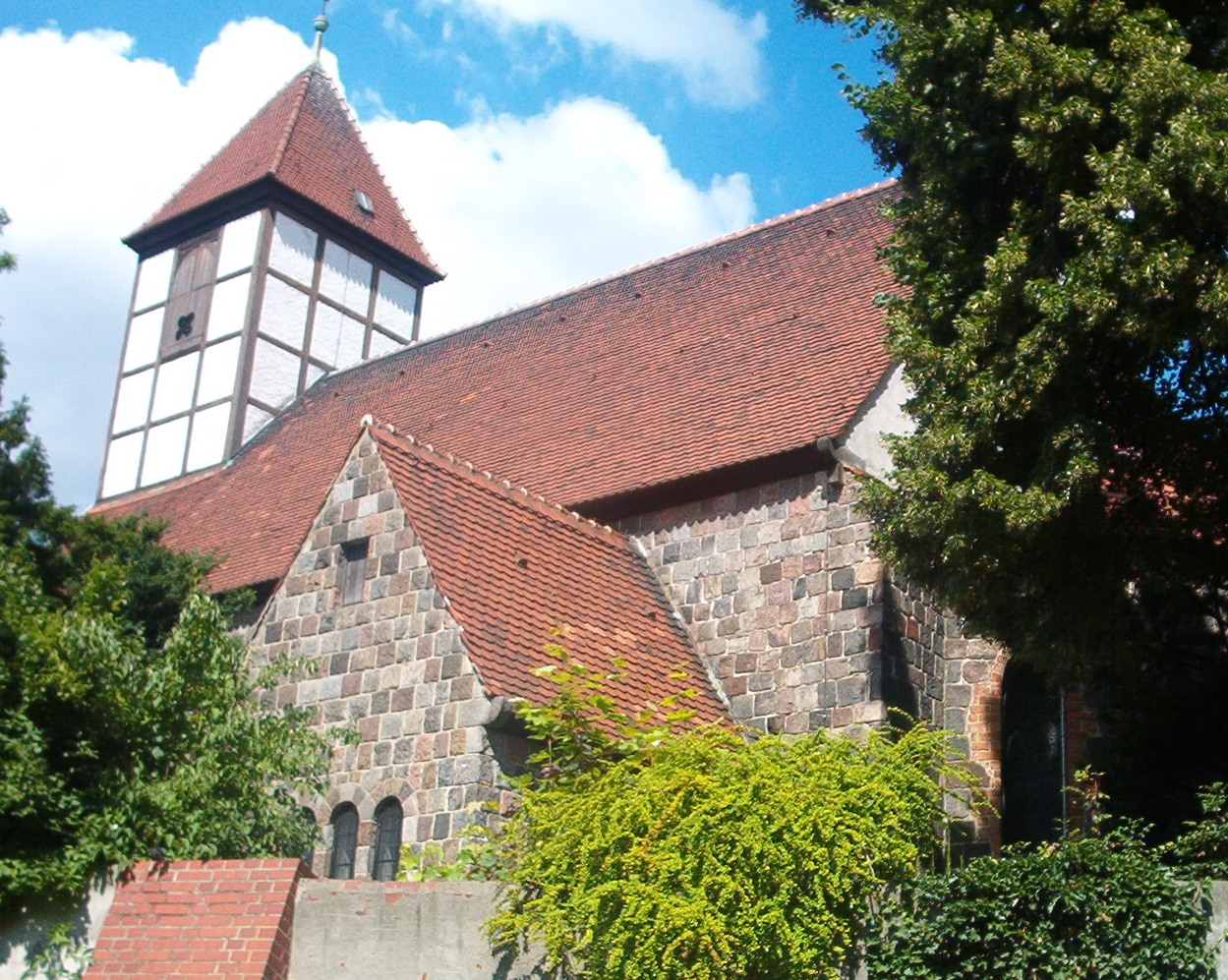
Деревенская церковь
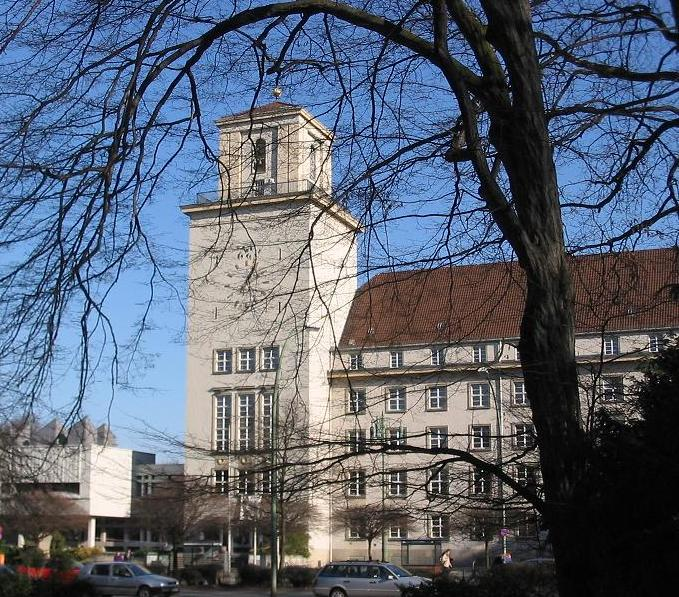
Темпельхофская ратуша
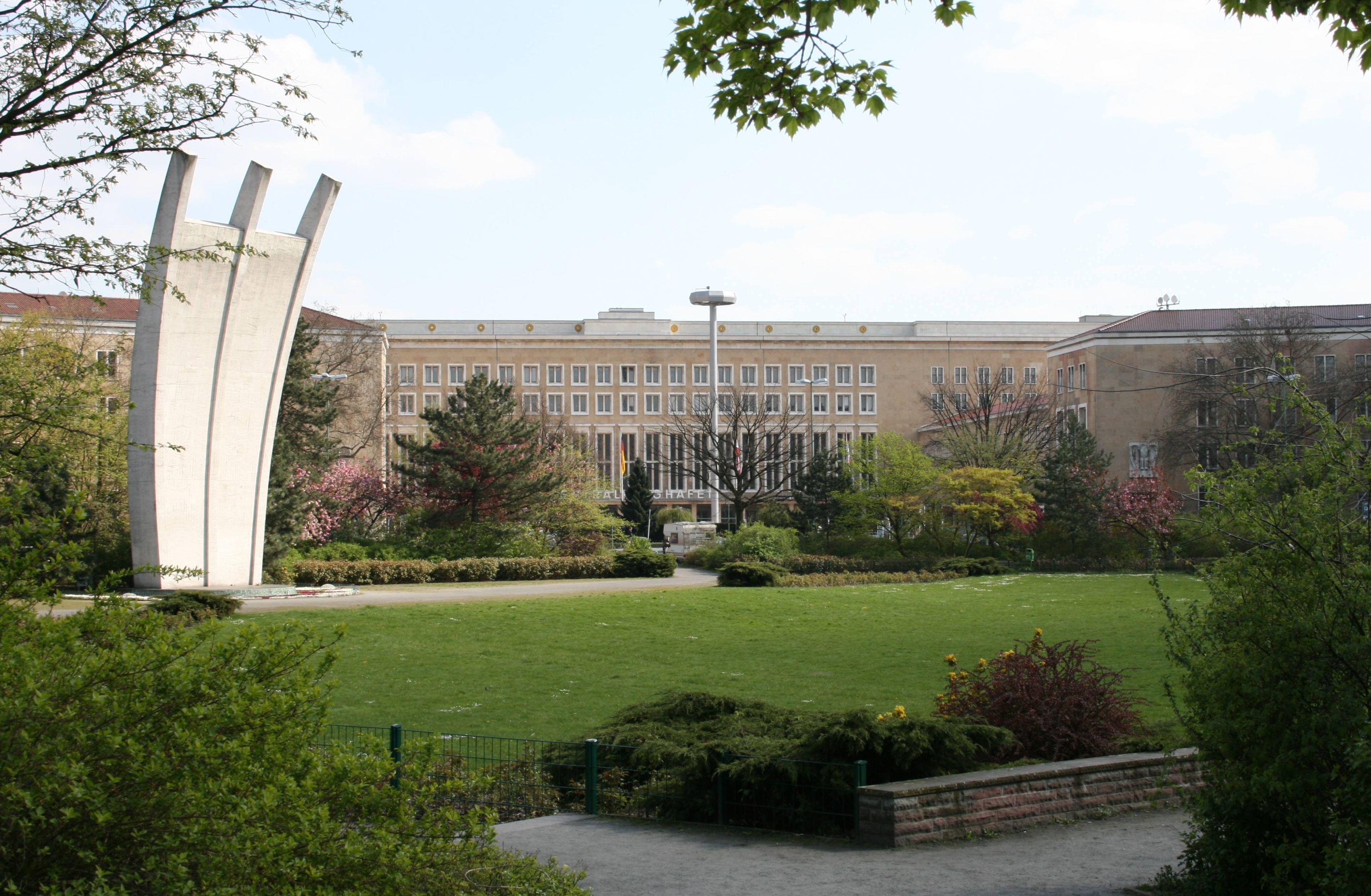
Плац дер Люфтбрюкке
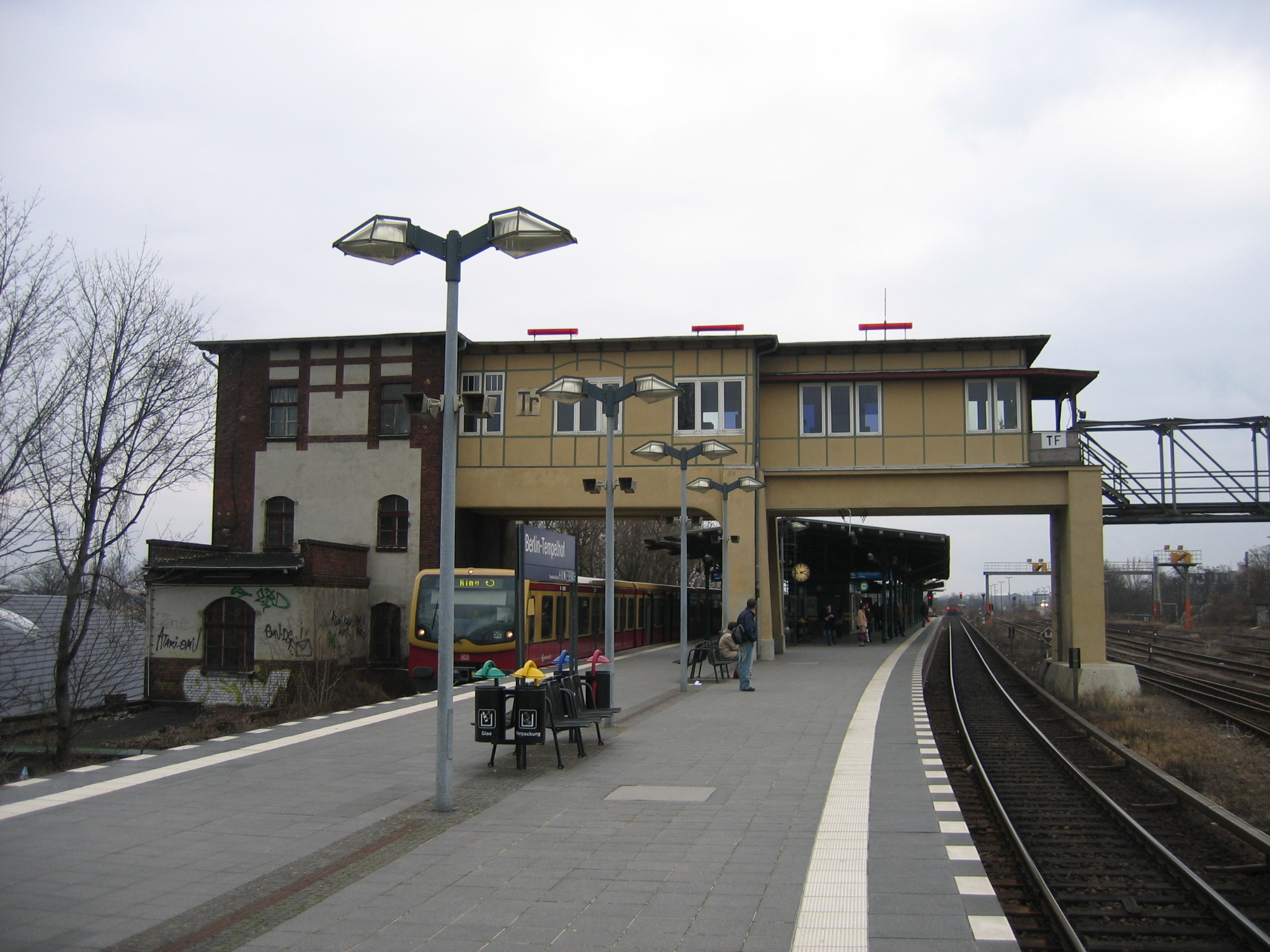
Вокзал Темпельхоф
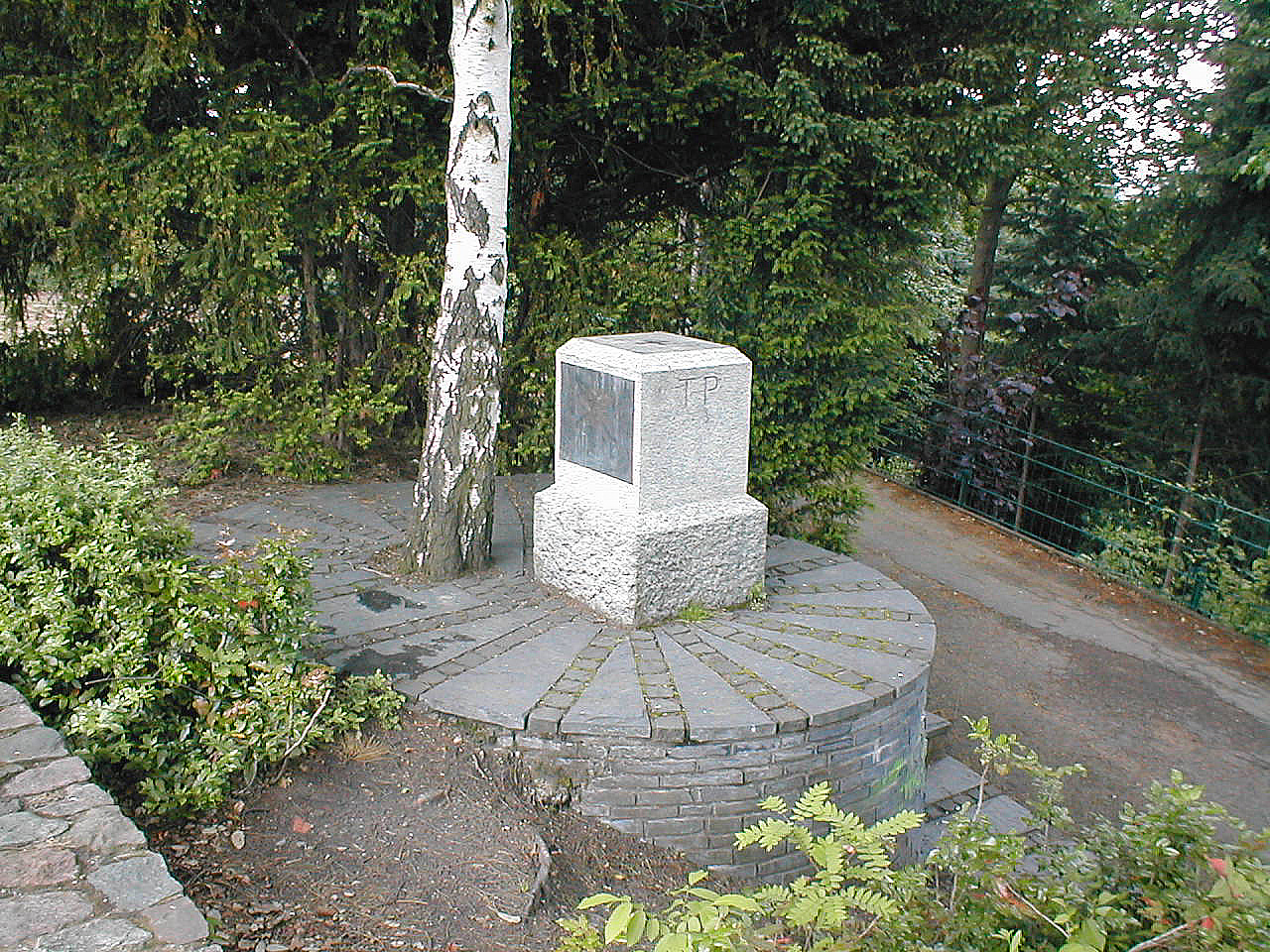
Вершина Марии
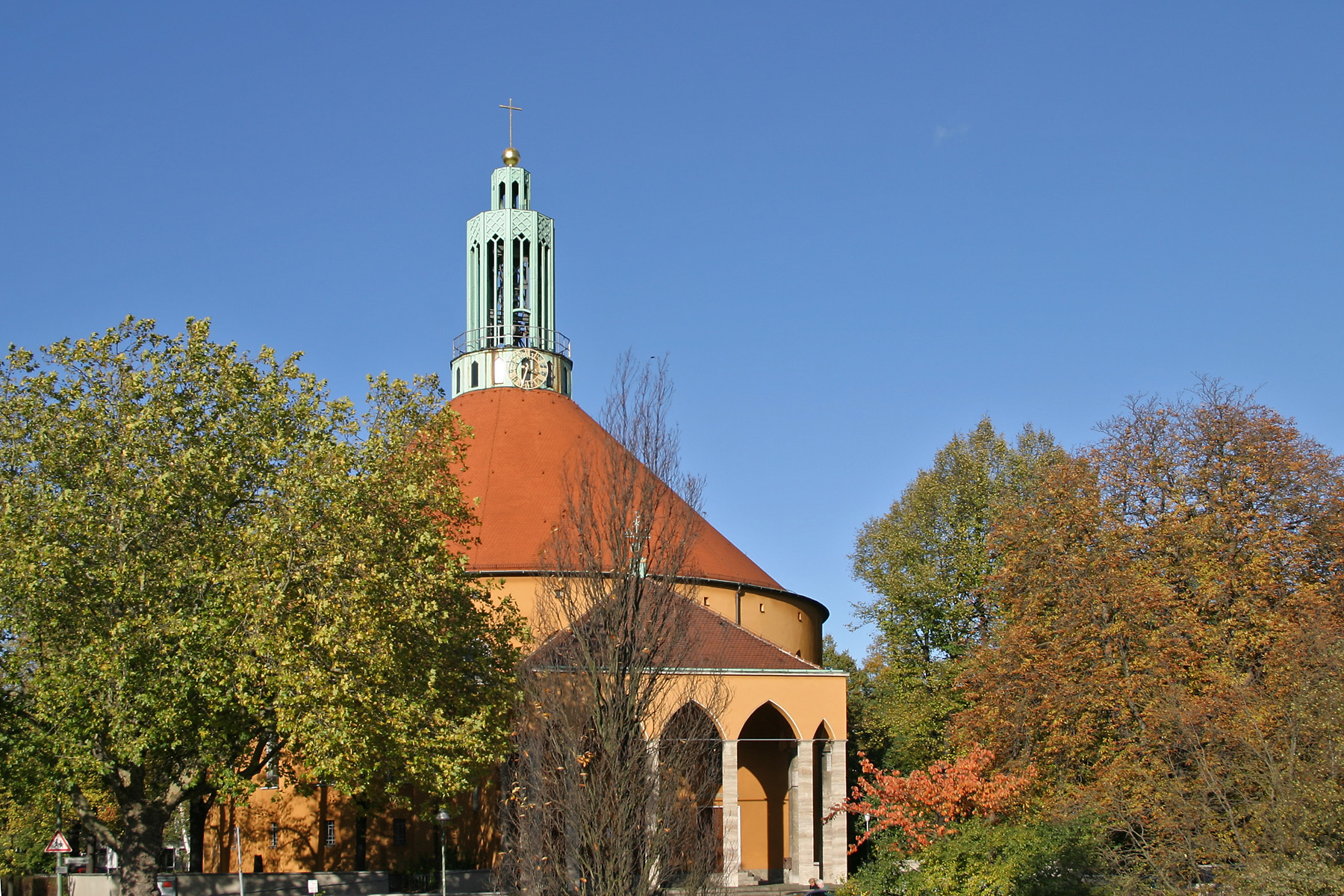
Церковь на Поле Темпельхоф
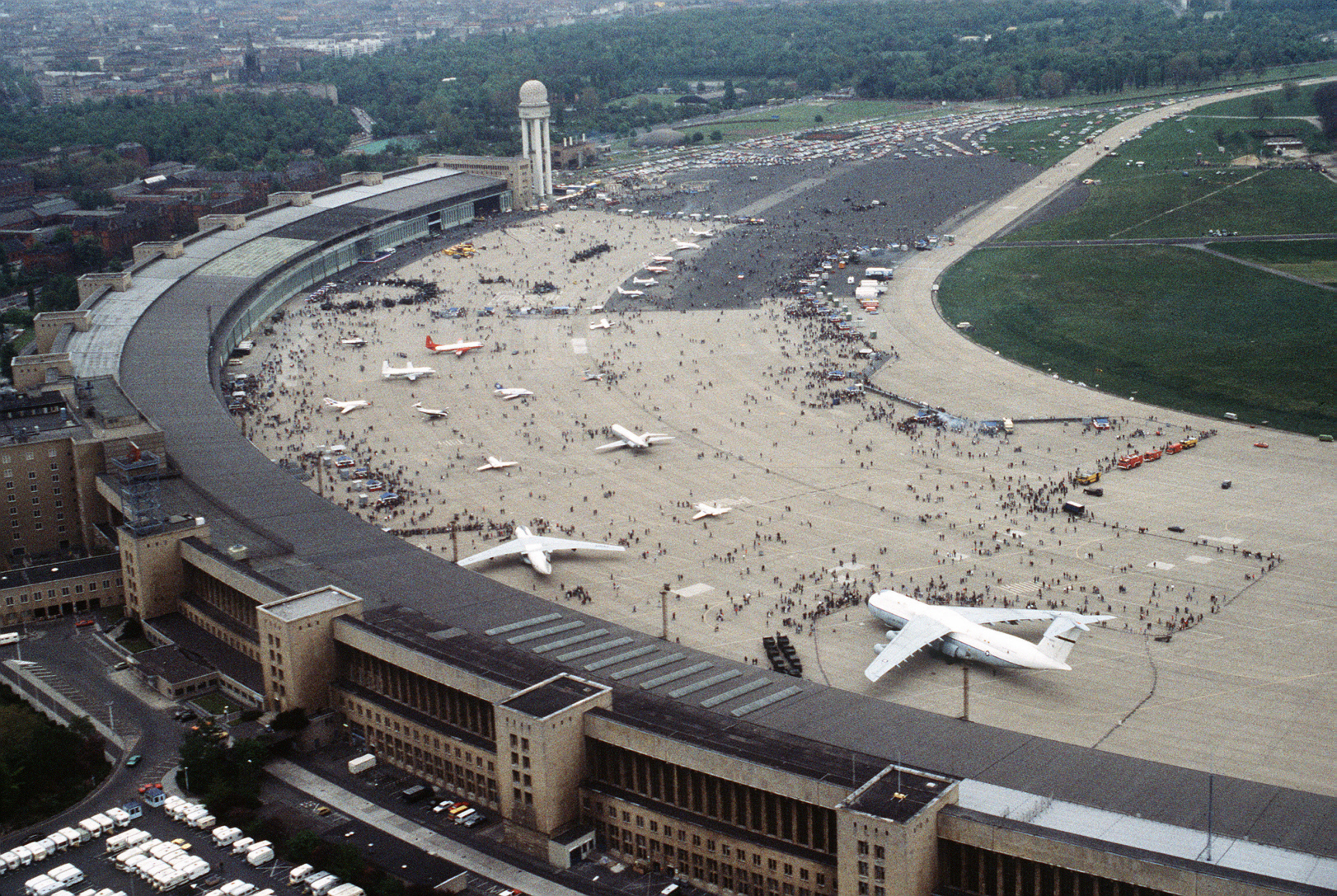
Аэропорт Темпельхоф
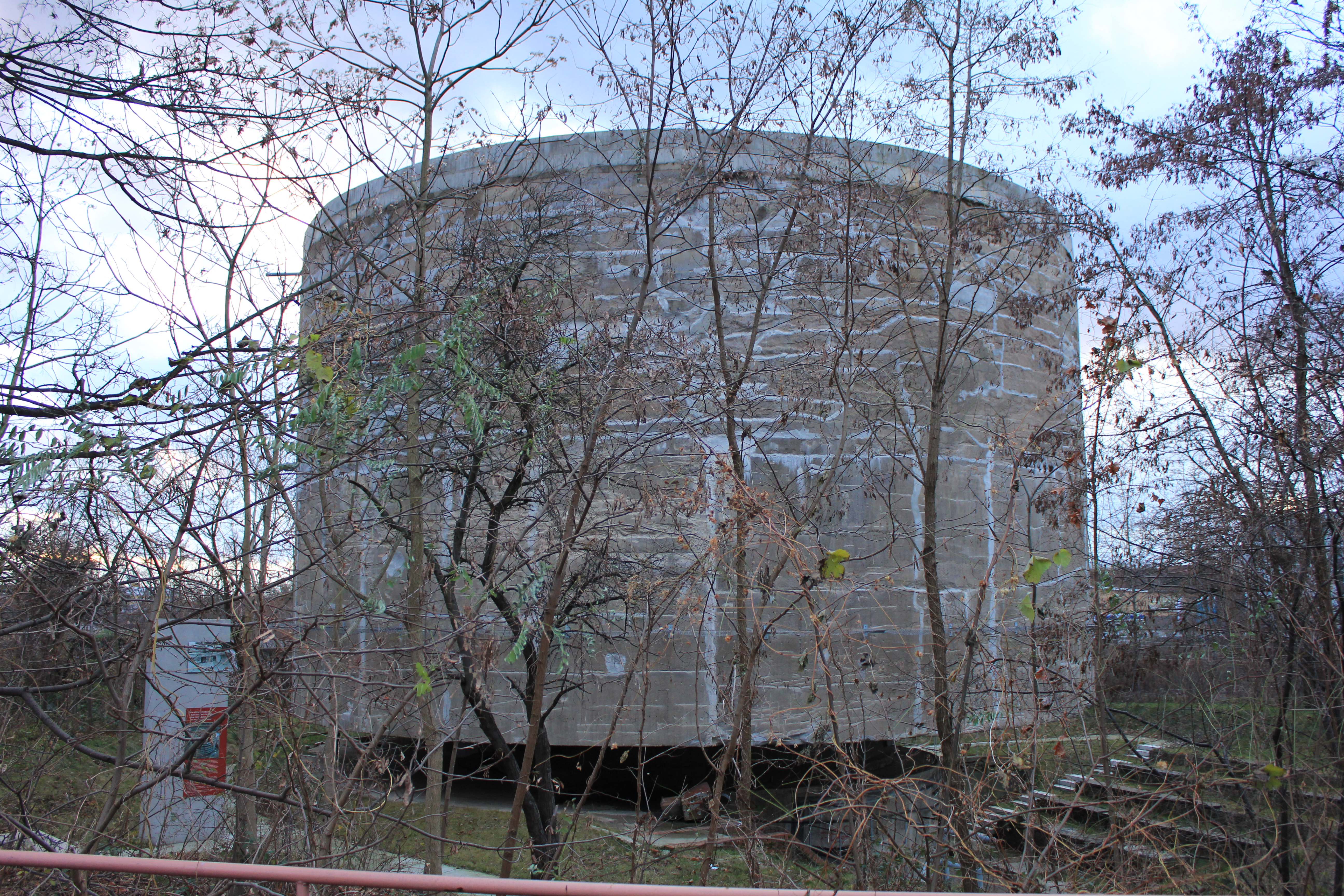
Швербеластунгскёрпер
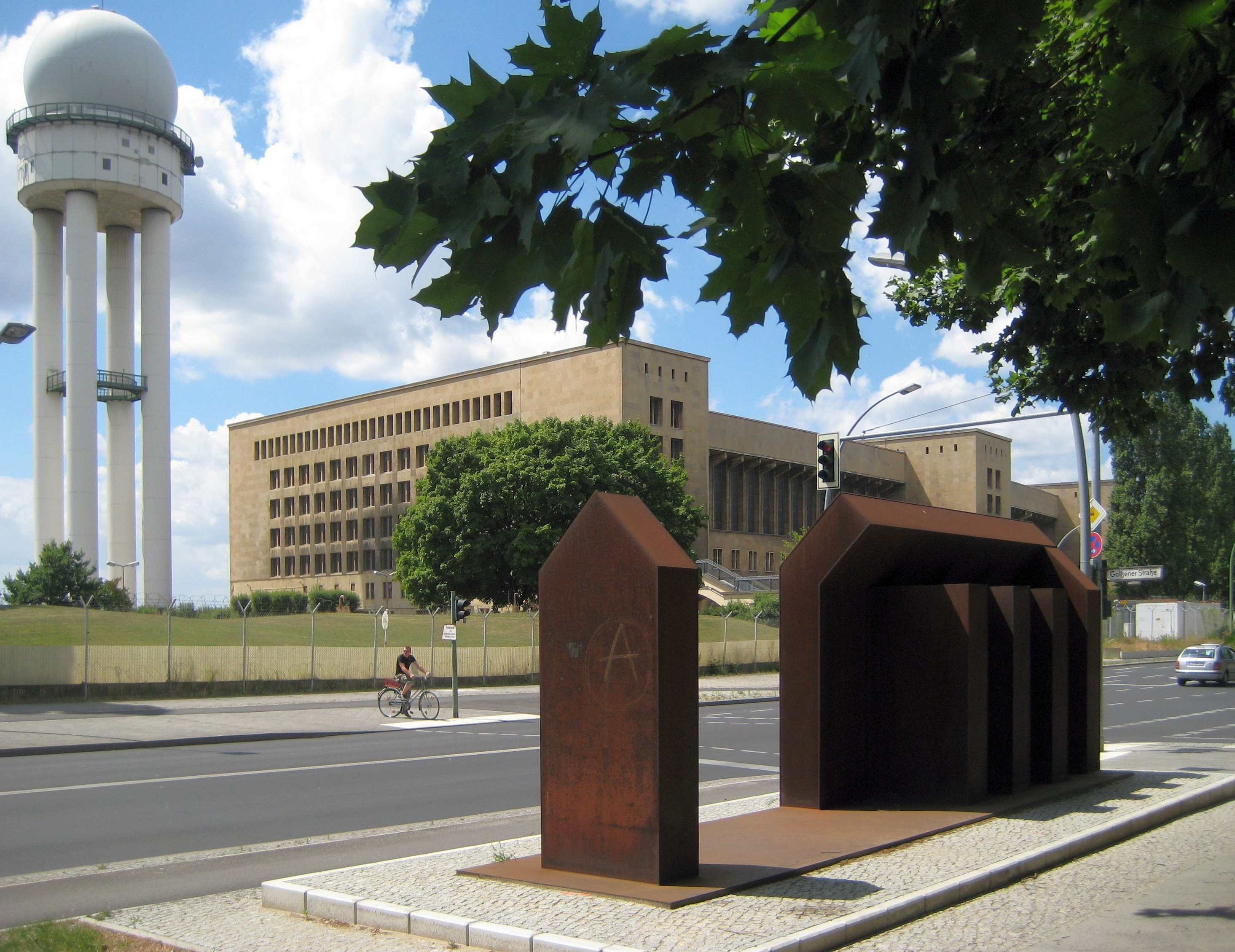
Монумент жертвам лагеря Колумбия